# NGC 1577
NGC 1577 est une galaxie spirale barrée relativement éloignée et située dans la constellation de l'Éridan. NGC 1577 a été découverte par l'astronome américain Lewis Swift en 1885. Cette galaxie a aussi été observée par l'astronome américain Frank Müller avant 12 octobre 1886, date de la soumission de son article, et elle a été ajoutée au New General Catalogue sous la désignation NGC 1575.

## Caractéristiques
Sa vitesse par rapport au fond diffus cosmologique est de 9 309 ± 8 km/s, ce qui correspond à une distance de Hubble de 137,3 ± 9,6 Mpc (∼448 millions d'al).
À ce jour, une mesure non basée sur le décalage vers le rouge (redshift) donne une distance d'environ 91,000 Mpc (∼297 millions d'al). Cette valeur est loin à l'extérieur des valeurs de la distance de Hubble. Notons que c'est avec la valeur moyenne des mesures indépendantes, lorsqu'elles existent, que la base de données NASA/IPAC calcule le diamètre d'une galaxie et qu'en conséquence le diamètre de NGC 1577 pourrait être d'environ 55,9 kpc (∼182 000 al) si on utilisait la distance de Hubble pour le calculer.
La classe de luminosité de NGC 1577 est I-II et elle présente une large raie HI.